# Vadász Elemér
Vadász Elemér (született Weisz Móric Elemér) (Székesfehérvár, 1885. március 1. – Budapest, 1970. október 30.) kétszeres Kossuth-díjas geológus.

## Tanulmányai, munkássága
Weisz Vilmos alkusz és Deutsch Antónia fia. A budapesti Magyar Királyi Tudományegyetemen szerezte a diplomáját. A földtan-őslénytan tanszék tanársegédje, majd adjunktusa volt. Magyarország több szénterületét is tanulmányozta, köztük a dorogi medencét. Az őszirózsás forradalom hónapjaiban szorgalmazta a természettudományos kutatás és oktatás reformját. A Tanácsköztársaság idején a földtan, majd az őslénytan egyetemi tanárává nevezték ki. Tagja volt a Tudományos Társulatok és Természettudományi Múzeumok Direktóriumának. A Tanácsköztársaság után az egyetemről távoznia kellett. 1920-tól a Magyar Általános Kőszénbánya Rt. geológusa, ahonnan nyugdíjazták 1945-ben. 1946–1965 között ismét a tudományegyetem oktatója, professzora lett. Az 1948/1949-es egyetemi tanévben a Pázmány Péter Tudományegyetem Bölcsészkarának prodékánja, a Természettudományi Kar első dékánja, a Pázmány Péter Tudományegyetem (ma ELTE) utolsó rektora. Egyetemvezetői tevékenységével következetesen támogatta, segítette az 1949/1950-es évek egyetemi reformjának, az egyetemek szocialista átalakításának történéseit. A Magyar Földtani Társulat elnöke volt.
Felesége Joós Ágnes (1895–1972) volt, Joós István és Hrebenda Róza lánya, akivel 1916. november 25-én Budapesten kötött házasságot.

## Művei
- Magyarország mediterrán tüskésbőrűi (Geologica Hungarica I., Budapest, 1914)
- A geológus munkája (Pécs, 1928)
- A Mecsek hegység (Magyar Tájak Földtani Leírása I., Budapest, 1935)
- Magyarország földtana (Budapest, 1951)
- Kőszénföldtan (Budapest, 1951)
- Bauxitföldtan (Budapest, 1951)
- A bakonyi mangánképződés (Az MTA Műszaki Tudományok Osztályának Közleménye, Budapest, 1952)
- Magyarország földtana (Budapest, 1953 és 1960)
- A földtan fejlődésének vázlata (Budapest, 1953)
- Elemző földtan (Budapest, 1955)
- Szabó József (Budapest, 1970)

## Kitüntetések
- Kossuth-díj: 1948, 1952
- Szabó József-emlékérem (1954)
- Bugát Pál-emlékérem (1966)

## További irodalom
- Magyar zsidó lexikon. Szerk. Ujvári Péter. Budapest: Magyar Zsidó Lexikon. 1929. 931. o.  Online elérés